# قاو مينغ
قاو مينغ (بالصينية: 高明) (19 فبراير 1982 في الصين - ) هو لاعب كرة قدم صيني في مركز الهجوم. شارك مع منتخب الصين تحت 20 سنة لكرة القدم ومنتخب الصين تحت 23 سنة لكرة القدم. أما مع النوادي، فقد لعب مع شاندونغ لونينغ وكينغداو جونون ونادي تشانغتشون ياتاي.